# Chigul
Chioma Omerauh (Lagos, 14 de mayo de 1976), más conocida como Chigul, es una comediante, cantante y actriz nigeriana.

## Biografía
Omeruah nació en Lagos, hija de padres pertenecientes al pueblo igbo. Asistió a dos escuelas secundarias de la Fuerza Aérea, una en Jos y otra en Ikeja. Asistió brevemente a una universidad en Nigeria antes de irse a estudiar, a petición de su padre, Justicia Penal en los Estados Unidos. Luego de pasar doce años en territorio americano, regresó a su natal Nigeria.
Allí inició una carrera como cantante usando el seudónimo de C-Flow y adoptando finalmente el nombre artístico de Chigul. Ha registrado algunas apariciones en películas de Nollywood, entre las que destacan Road to Yesterday (2015) y Banana Island Ghost (2017).

## Filmografía destacada

### Cine
- Eyimofe (2021)
- The Wedding Party 2 (2017)
- Banana Island Ghost (2017)
- Road to Yesterday (2015)